# Méry Laurent

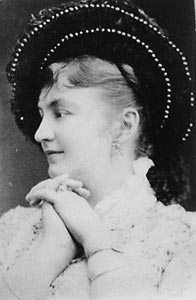
Méry Laurent

Méry Laurent (Nancy, 29 april 1849 - Parijs, 26 november 1900) was een Franse actrice en demi-mondaine. Ze was een inspiratiebron voor schrijvers, musici en schilders, die ze ontving in haar salon.

## Levensloop
Ze werd geboren als Anne-Rose Suzanne Louviot. Haar moeder was een wasvrouw, haar vader was onbekend. Ze huwde op jonge leeftijd met een winkelier in Nancy, Jean-Claude Laurent. Het huwelijk was van korte duur en op zestienjarige leeftijd trok ze naar Parijs.
Ze begon een carrière als actrice en nam de toneelnaam Méry Laurent aan. In 1874 ontmoette ze de Amerikaanse tandarts Thomas W. Evans, die fortuin had gemaakt in vastgoed. Ze werd zijn maîtresse en gaf haar toneelcarrière, waarin ze weinig succesvol was, op. Haar beroemdste rol was die van Venus in La Belle Hélène, waarvoor ze naakt op het podium verscheen. Evans schonk haar een jaargeld van 50.000 francs, een appartement in de Rue de Rome en een huis op de Boulevard Lannes. Dit huis liet ze verbouwen in neo-renaissancestijl en ze liet het inrichten met Japanse invloeden. Ze hield een salon waar ze kunstenaars als Stéphane Mallarmé, Émile Zola, Marcel Proust, Henri Gervex, James McNeill Whistler en Édouard Manet ontving. Ze steunde de carrière van Manet, die op zijn beurt verschillende portretten van Laurent schilderde. Mallarmé wijdde verschillende gedichten aan haar. Marcel Proust nam haar als voorbeeld voor Odette in A la recherche du temps perdu, Un amour de Swann. In 1889 werd ze de geliefde van dirigent Reynaldo Hahn.

## Portretten
Haar portret door Manet, Automne, Méry Laurent, liet ze na aan het Musée des Beaux-Arts van Nancy.

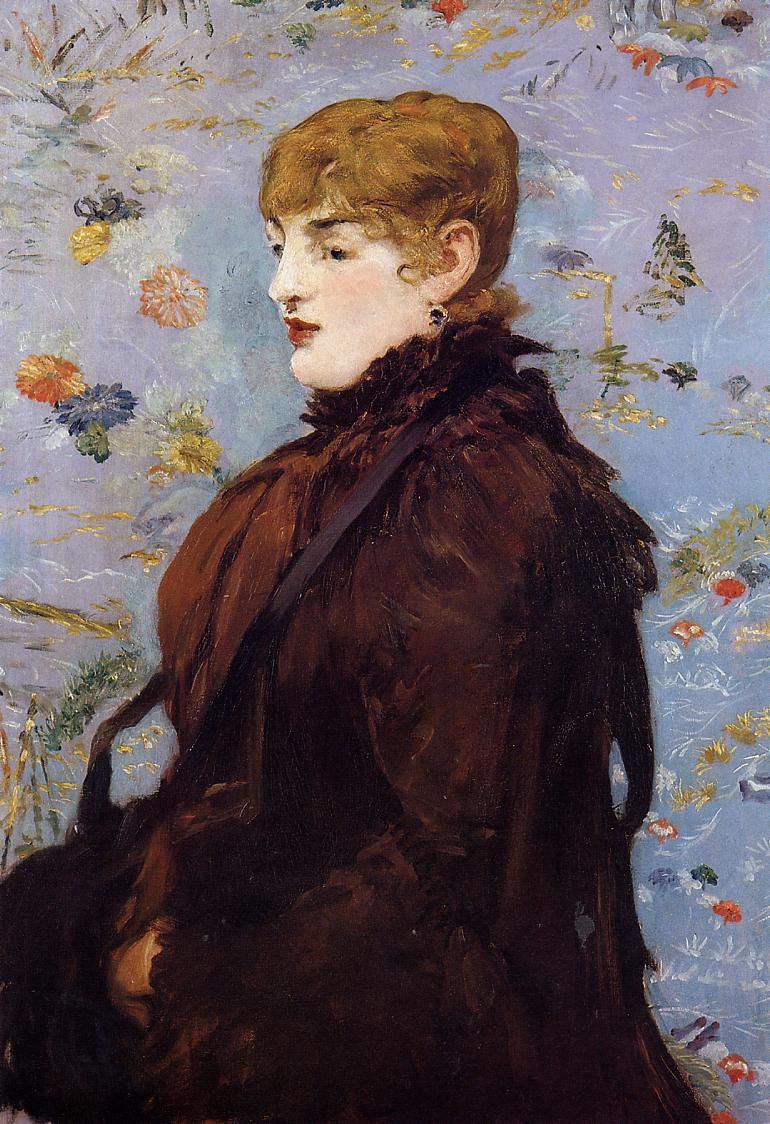
Automne, Méry Laurent (Manet, 1882)
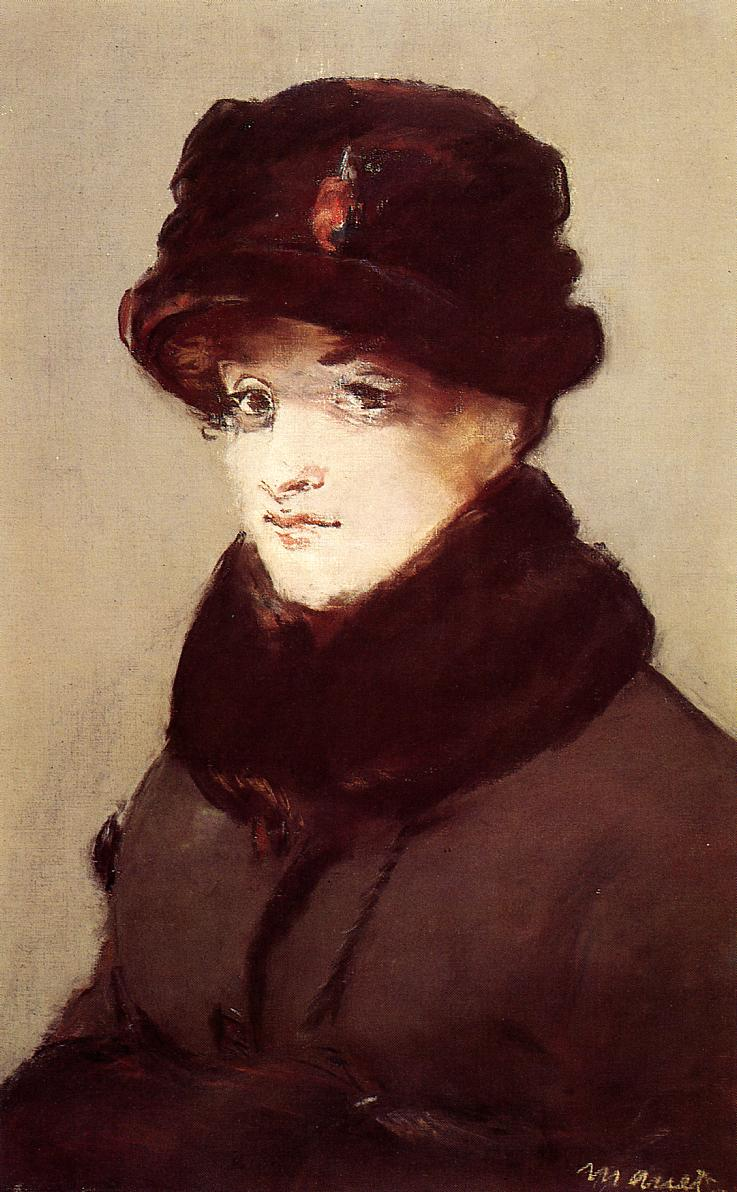
Méry Laurent au chapeau de loutre (Manet, 1882)
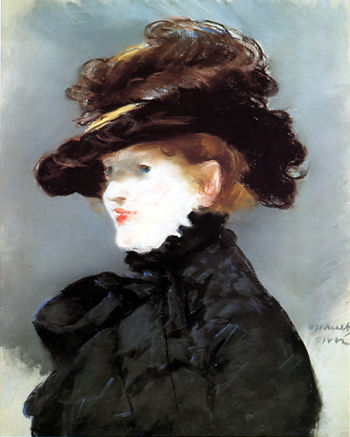
Méry Laurent au chapeau noir (Manet, 1882)
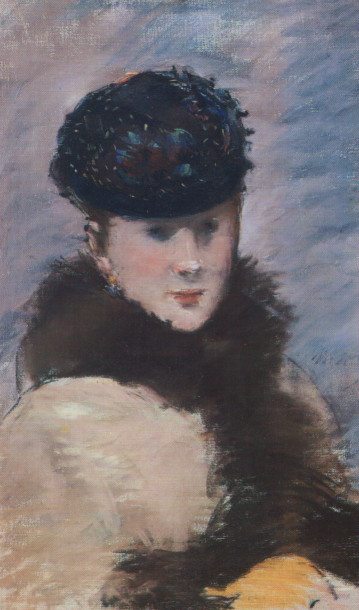
Méry Laurent au petit chapeau (Manet, 1882)
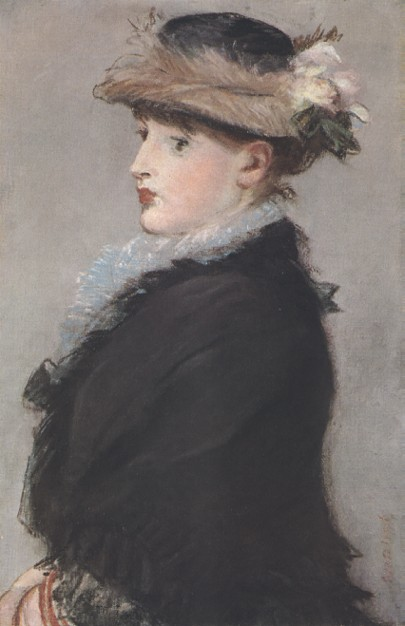
Méry Laurent au chapeau garni de fleurs (Manet, 1882)
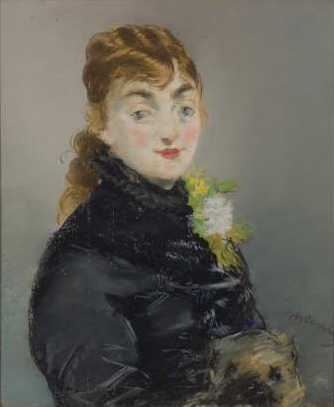
Méry Laurent au carlin (Manet, 1882)

- Bibliothèque nationale de France: cb12510518z (data)
- Gemeinsame Normdatei: 119361744
- International Standard Name Identifier: 0000 0000 3018 5449
- Library of Congress Control Number: n96039067
- Bibliotheek van het Japanse parlement: 001105953
- Nederlandse Thesaurus van Auteursnamen: 147161347
- Système universitaire de documentation: 034340300
- Virtual International Authority File: 7495378
- WorldCat: E39PBJc3GB6FYmFgcbWmwTfKBP